# Абразивність гірських порід
Абразивність гірських порід ( рос. абразивность горных пород, англ. rocks' abrasivity, abrasiveness, нім. Schleifschärfe fvon Gesteinen n) — здатність гірських порід зношувати тверді тіла, які контактують з ними (деталі машин, бурових доліт, інструменти тощо). Зумовлена в основному міцністю, розмірами і формою мінеральних зерен, що складають породу.

## Загальний опис

.

Абразивність гірських порід оцінюють за ступенем зносу штифтів, стержнів, металевих кілець, які труться об поверхню порід при свердлінні або різанні, а також за ступенем стирання порід абразивними матеріалами. Абразивність гірських порід обумовлюється в основному двома властивостями гірської породи — межею міцності на стиснення окремих мінеральних зерен (σст) та коефіцієнтом крихкості (Ккр). Тому коефіцієнт абразивності Ка визначають як добуток: Ка =σст•Ккр. Крім того, застосовують емпіричні методи оцінки абразивності. За методикою Л. І. Барона і А. В. Кузнецова, показник абразивності гірських порід визначають як сумарну втрату маси (в мг) стандартного стержня, що обертається (з частотою 400 хв−1), притиснутого до породи, при осьовому навантаженні 150 Н за час випробування (10 хв).
За показником абразивності гірські породи поділяють на вісім класів. Показник абразивності становить для мармуру 400—500 мг, вапняку — 800—900 мг, граніту — 1000—2000 мг, кварциту — 2100—2500 мг. Для малоабразивних порід, наприклад, вугілля (абразивність до 5 мг), показник абразивності визначають шляхом стирання стандартного еталона (при постійному тиску на контакті) об роздроблену пробу матеріалу. Найбільш абразивними є породи, що містять корунд, порфірит, діорит, кварц.
Абразивність гірських порід впливає на ефективність буріння, різання, сколювання, черпання гірських порід. Розрізняють абразивність тертя й ударну абразивність гірських порід. Відповідно застосовують критерії — коефіцієнт абразивності тертя та коефіцієнт ударної абразивності.

## Експериментальне обладнання і методика досліджень
Для експериментального визначення відносної оцінки абразивності мінеральної сировини застосовують машину зносу.
Проби для визначення абразивності відбирають і приготовляють з урахуванням того, що крупність максимальної грудки повинна бути не більше 5 мм. Підготовлена до випробовувань проба 2 завантажується у кільцевий жолоб 1 машини зносу. Зразок досліджуваного на знос матеріалу 3 (наприклад, футеровки) у вигляді тригранної піраміди закріплюють на ободі тихохідного шківа 4 машини.
При роботі машини зразок досліджуваного матеріалу переміщається по колу з швидкістю 0,48 м/с. Тривалість випробовувань становить 8 годин. Після закінчення цього терміну зразок досліджуваного матеріалу знімають і визначають площу поверхні піраміди за її геометричними розмірами. Розраховують знос 1 м² площі поверхні матеріалу зразка за 8 годин роботи машини. Одержаний результат служить оцінкою абразивності мінеральної сировини.
Визначення абразивності виконують на двох зразках та розраховують середнє арифметичне, якщо розходження результатів двох іспитів не перевищує 1 %. При більшому розходженні роблять третє визначення і за остаточний результат приймають середнє арифметичне двох найбільш близьких результатів.